# Blohm & Voss BV 238
O Blohm & Voss BV 238 foi um protótipo de um hidroavião a ser usado pela Luftwaffe durante a Segunda Guerra Mundial para transportes e patrulhas marítimas de longo alcance. Foi desenvolvido pela empresa alemã Blohm & Voss. Foi a maior aeronave alguma vez construída pelas Potências do Eixo na Segunda Guerra.

## Design
O BV 238 V1, usando o código de fábrica RO + EZ, teve seu primeiro voo em Abril de 1944. Seis motores a pistão Daimler-Benz DB 603 (1,287 kW) invertidos foram usados no total, com três em cada asa. Cada radiador do motor foi implantado diretamente na parte superior do motor, na mesma parte do bombardeiro médio Dornier Do 217M e em alguns caças noturnos Do 217J.

## BV 250
Uma versão terrestre, inicialmente chamada BV 238-Land foi proposta, capaz de transportar, para funções como bombardeio estratégico e reconhecimento transoceânico.
Posteriormente renomeado como BV 250 no final de 1942, três protótipos foram encomendados, mas nenhum foi finalizado pelo fim da guerra.

## Especificações (BV 238A-02)
Dados de Aeronaves do Terceiro Reich (1ª ed.). Blohm & Voss Bv 222 "Wiking" - Bv 238

### Descrição geral
Tripulação
- 12.

Dimensões
- Comprimento > 43,35 metros.
- Envergadura > 60,17 metros.
- Altura > 12,8 metros.
- Área alar > 360,16 metros quadrados.

Pesos
- Vazio > 54.780 quilogramas.
- Carregado > 90.000 quilogramas para missão de reconhecimento
95.000 quilogramas para missão de bombardeio.
- Peso máximo para decolagem > 100.000 quilogramas.

Motorização
- 6x motores a pistão Daimler-Benz DB 603G invertidos V12 refrigerados a água de 1 900 hp (1 420 kW) para decolagem e 1 163 hp (867 kW) à 7 375 m (24 200 ft) de altitude.

### Performance
Velocidade máxima
350 km/h (217 mph) (350 km/h (189 kn)) com 60 000 kg (132 000 lb) de carga ao nível do mar.
425 km/h (264 mph) (425 km/h (229 kn) com 60 000 kg (132 000 lb) de carga à 6 000 m (19 700 ft) de altitude.
Velocidade de aterrissagem
- 143 km/h (88,9 mph) (143 km/h (77,2 kn))

Alcance
- 6 620 km (4 110 mi) à 365 km/h (227 mph) (365 km/h (197 kn)) com 92 000 kg (203 000 lb) em 2 000 m (6 560 ft) de altitude.

Teto de serviço
- 7 300 m (24 000 ft) de altitude

Carregamento da asa
- 261 kg (575 lb) /m²

### Armamento
Armas
- 20x metralhadoras MG 131 de 13 mm (0,51 in).
- 2x canhões MG 151 de 20 mm (0,79 in).

Bombas
- 20x bombas SC 250 de 250 kg (551 lb) e
- 4x bombas SC 1000 de 250 kg (551 lb) ou
- 2x torpedos LD 1200 de 1 200 kg (2 650 lb) ou
- 4x mísseis Henschel Hs 293 ou
- 2x bombas planadoras BV 143 de 1 000 kg (2 200 lb)